# نورت دام دي مونتاوبان (كيبك)
نورت دام دي مونتاوبان (بالإنجليزية: Notre-Dame-de-Montauban, Quebec)‏ هي بلدية محلية في كيبيك تقع في كندا في Mékinac Regional County Municipality. يقدر عدد سكانها بـ 747 نسمة ومساحتها 173.70 كم2 .